# Devil's Tomb - A caccia del diavolo
Devil's Tomb - A caccia del diavolo (The Devil's Tomb) è un film del 2009 del regista Jason Connery.

## Trama
Un gruppo di soldati mercenari viene contattato da un'agente della CIA per estrarre uno scienziato da un laboratorio nel bel mezzo del deserto in Medio Oriente. Di li a poco si rendono conto che non è una normale missione, ma che hanno a che fare con delle persone trasformate in mostri e che dietro a tutto questo c'è un Nefilim, un angelo caduto sulla terra che deve essere contrastato.